# Земская улица (Чернигов)
Земская улица (укр. Земська вулиця) — улица в Деснянском районе города Чернигова. Пролегает от проспекта Михаила Грушевского (улицы 1 Мая) до улицы Шевченко. 
Примыкают улицы Хельсинкского союза (Ломоносова), Александра Лазаревского, Карпенко-Карого (Станиславского), Гетмана Полуботка, Троллейбусная (Павлова), Квартальный переулок, Василия Хижнякова, Аркадия Верзилова, Ивана Ремболовича (переулок Некрасова).

## История
Мачеретовщина улица была проложена в период 1908-1916 годы на протяжении одного квартала. Была застроена индивидуальными домами. В 1930-е годы улица была продлена до современных размеров.
В 1938 году улица Чубаря — в честь советского государственного и партийного деятеля Власа Яковлевича Чубаря — переименована на улица Орджоникидзе — в честь грузинского революционера, одного из крупнейших руководителей ВКП(б) и Советского государства Григория Константиновича Орджоникидзе. 
19 февраля 2016 года улица получила современное название — в честь Черниговской земской управы, согласно Распоряжению городского главы В. А. Атрошенко Черниговского городского совета № 54-р «Про переименование улиц города» («Про перейменування вулиць міста»)

## Застройка
Улица проложена в восточном направлении, затем делает поворот в юго-восточном направлении. Парная и непарная стороны улицы занята усадебной застройкой.
Учреждения: нет
Есть ряд рядовых исторических зданий, что не являются памятниками архитектуры или истории: усадебные дома №№ 74/14, 86/16, 88, 119.